# Nemoria tuscarora
Nemoria tuscarora là một loài bướm đêm trong họ Geometridae.